# Zdzisław Krasnodębski (socjolog)
Zdzisław Marek Krasnodębski (ur. 11 kwietnia 1953 w Choszcznie) – polski socjolog, filozof społeczny, publicysta i nauczyciel akademicki, doktor habilitowany nauk humanistycznych, poseł do Parlamentu Europejskiego VIII i IX kadencji, wiceprzewodniczący Europarlamentu VIII kadencji.

## Życiorys
Absolwent Liceum Ogólnokształcącego im. Piotra Skargi w Grójcu (1972). W 1976 ukończył studia na Wydziale Filozofii i Socjologii Uniwersytetu Warszawskiego, a w 1981 także studia na Ruhr-Universität w Bochum. W 1984 uzyskał na Uniwersytecie Warszawskim stopień naukowy doktora, a w 1991 na tej samej uczelni stopień doktora habilitowanego na podstawie dorobku naukowego oraz rozprawy zatytułowanej Upadek idei postępu.
W latach 1976–1991 wykładał socjologię teoretyczną i filozofię społeczną na Uniwersytecie Warszawskim. Od 1991 do 1992 był profesorem socjologii na Uniwersytecie w Kassel. W 1995 objął stanowisko profesora Uniwersytetu w Bremie. W latach 2001–2011 był również profesorem nadzwyczajnym Uniwersytetu Kardynała Stefana Wyszyńskiego. Wykładał także m.in. na Katolickim Uniwersytecie Ameryki, Columbia University oraz Princeton University. Został też profesorem na Akademii Ignatianum w Krakowie.
Powoływany w skład Komitetu Socjologii Polskiej Akademii Nauk (w latach 1999–2006), rady naukowej Helmuth-Plessner-Gesellschaft, jury Nagrody im. Hannah Arendt (2003–2007), rady Polskiego Instytutu Spraw Międzynarodowych (2007–2010, 2015–2024). Był przewodniczącym rady Fundacji Współpracy Polsko-Niemieckiej oraz przewodniczącym rady Instytutu Zachodniego im. Zygmunta Wojciechowskiego w Poznaniu. Został też przewodniczącym kapituły Nagrody im. Prezydenta Lecha Kaczyńskiego, fundatorem Fundacji Polska Wielki Projekt, prezesem Stowarzyszenia Twórców dla Rzeczypospolitej oraz członkiem rady Fundacji Twórców dla Rzeczypospolitej i rady programowej Fundacji im. Janusza Kurtyki.
Jako publicysta współpracował z miesięcznikiem „Znak”, „Rzeczpospolitą”, „Faktem”, „Gazetą Polską” oraz „Dziennikiem” (w tym z dodatkiem „Europa”), a później z tygodnikiem „W Sieci”. W 2016 został współprowadzącym audycję Konfrontacje Idei nadawaną przez rozgłośnię Program IV Polskie Radio 24.
W 2005 był członkiem honorowego komitetu poparcia Lecha Kaczyńskiego w wyborach prezydenckich. Od 2007 do 2009 był członkiem Rady Służby Publicznej. W 2010 prezydent RP Lech Kaczyński powołał go na członka Narodowej Rady Rozwoju. W 2014 został członkiem rady programowej Prawa i Sprawiedliwości. W wyborach do Parlamentu Europejskiego w tym samym roku startował z listy PiS w okręgu nr 4 (Warszawa I). Uzyskał mandat eurodeputowanego VIII kadencji, zdobywając 96 292 głosy. 1 marca 2018 został wybrany na stanowisko wiceprzewodniczącego Parlamentu Europejskiego w miejsce odwołanego z tej funkcji Ryszarda Czarneckiego. W wyborach europejskich w 2019 z powodzeniem ubiegał się o reelekcję jako lider listy Prawa i Sprawiedliwości w okręgu nr 7 (Poznań), otrzymał w głosowaniu 164 034 głosy. W nowej kadencji nie został ponownie wybrany na wiceprzewodniczącego PE. Nie wystartował w wyborach europejskich w 2024.
Wszedł w skład komitetu wspierającego kandydaturę Karola Nawrockiego na prezydenta RP w wyborach w 2025.

## Publikacje
- Rozumienie ludzkiego zachowania (1986)
- Upadek idei postępu (1991)
- Postmodernistyczne rozterki kultury (1996)
- Max Weber (1999)
- Demokracja peryferii (2003)
- Zmiana Klimatu (2006)
- Drzemka rozsądnych (2006)
- Już nie przeszkadza (2010)
- Większego cudu nie będzie (2011)
- Kurtyna podniesiona (2023)

## Odznaczenia
- Krzyż Komandorski Orderu Odrodzenia Polski – 2025[23][24]
- Złoty Medal „Zasłużony dla Nauki Polskiej Sapientia et Veritas” – 2023[25]